# Косицын, Сергей Петрович
Сергей Петрович Косицын (21 декабря 1955, Москва — 28 марта 2004, Москва) — советский и российский сценарист, режиссёр и художник-мультипликатор.

## Биография
Сергей Петрович Косицын родился 21 декабря 1955 года в Москве.
В 1975—1979 годах работал на предприятии «Агат».
В 1979—1981 годах работал в доме оптики имени Вавилова.
В 1981—2004 годах работал аниматором на киностудии «Союзмультфильм».
В 1981 году учился на курсах повышения квалификации творческих и руководящих работников кинематографии при ВГИКе.
Получил специальность мультипликатора кукольных фильмов.
В качестве аниматора принимал участие в создании более 60 мультфильмов.
Работал аниматором на картинах студий Минска и Волгограда.
Как режиссёр дебютировал в 1995 году, ставил мультфильмы в том числе на студиях «Ренешанс» и ФГУП «Киностудия «Союзмультфильм»».
Был членом правления «Союзмультфильма», учредителем РОО «Объединение «Союзмультфильм»».
Скончался 28 марта 2004 года на 48-м году жизни после тяжёлой болезни в Москве. Похоронен на Митинском кладбище.

## Личная жизнь
- Жена — Галина Косицына.

## Фильмография

### Режиссёр
- 1995 — Теремок
- 2000 — Сундук
- 2001 — Праздник
- 2003 — Грибок
- 2005 — Поединок (совм. с Кириллом Поликарповым)

### Сценарист
- 1995 — Теремок
- 2000 — Сундук
- 2001 — Праздник
- 2003 — Грибок
- 2005 — Поединок

### Художник-постановщик
- 2000 — Сундук (совм. с Мариной Курчевской)
- 2001 — Праздник (совм. с Мариной Курчевской)
- 2003 — Грибок (совм. с Мариной Курчевской)

### Художник-мультипликатор
- 1981 — Как будто
- 1981 — Самый маленький гном (3 выпуск)
- 1982 — Каша из топора
- 1982 — Превращение
- 1982 — Рыбья упряжка
- 1983 — Весёлая карусель № 13. Мышонок и кошка
- 1983 — Как старик наседкой был
- 1983 — Конфликт
- 1983 — Про мамонтёнка
- 1983 — Сказка об очень высоком человеке
- 1984 — Ваня и крокодил
- 1984 — История одной куклы
- 1984 — Слонёнок пошёл учится
- 1985 — 38 попугаев. Великое закрытие
- 1985 — Боцман и попугай (3 выпуск)
- 1985 — Брэк!
- 1985 — Слонёнок заболел
- 1986 — Боцман и попугай (5 выпуск)
- 1986 — Легенда о Сальери
- 1986 — Одинокий рояль
- 1986 — Ценная бандероль
- 1987 — Освобождённый Дон Кихот
- 1987 — Осторожно, Караси!
- 1987 — Счастливый Григорий
- 1987-1988 — Три лягушонка
- 1987 — Щенок и старая тапочка
- 1988 — Влюбчивая ворона
- Мультфильмы про Бамбра:
  - 1988 — Свирёпый Бамбр
  - 1990 — По следам Бамбра
  - 1991 — Ловушка для Бамбра
- 1989 — Античная лирика (в титрах С. Косицин)
- 1989 — Какой звук издаёт комар?
- 1989 — Меч
- 1989 — Перипетии
- 1989 — Пришелец в капусте
- Мультфильмы про кудрявого ёжика:
  - 1990 — Ёжик должен быть колючим? (в титрах С. Косицин)
  - 1993 — Муравьиный ёжик
- 1990 — Сказка
- 1991 — Что там под маской?
- 1992-1995 — Шарман, Шарман!
- 1993 — Ванюша и великан
- 1993 — Деревенский водевиль
- 1993 — Осенняя встреча
- 1994 — Ах, эти жмурки!
- 1995 — Теремок
- 2000 — Сундук
- 2001 — Праздник
- 2003 — Грибок